# 4394 Fritzheide
A 4394 Fritzheide (ideiglenes jelöléssel 1981 EB19) a Naprendszer kisbolygóövében található aszteroida. Schelte J. Bus fedezte fel 1981. március 2-án.